# Caralluma moorei
Caralluma moorei är en oleanderväxtart som beskrevs av Aditya. Caralluma moorei ingår i släktet Caralluma och familjen oleanderväxter. Inga underarter finns listade i Catalogue of Life.